# Narządy ścięgniste Golgiego
Narządy ścięgniste Golgiego – rodzaj receptorów miotatycznych zlokalizowanych w ścięgnie w pobliżu jego przejścia w tkankę mięśniową. Odpowiadają za objaw scyzoryka w spastyczności. Narządy ścięgniste są niewrażliwe na pasywne rozciąganie, a ich aktywację powoduje skurcz sąsiadujących komórek mięśniowych. Gdy włókna mięśnia szarpią, organy Golgiego emitują impulsy nerwowe do rdzenia kręgowego. To powoduje rozluźnienie mięśnia i umożliwia utrzymanie określonej pozycji ciała. Narządy ścięgniste pełnią także funkcję ochronną, zapobiegając oderwaniu się mięśni od miejsca przyczepu (wskutek np. zbyt silnego napięcia).

## Budowa
Pojedynczy narząd składa się z wiązki włókien ścięgnowych zamkniętych w torebce włóknistej. Do narządu wnika jedno lub dwa włókna dośrodkowe należące do grupy Ib, o średnicy ok. 16 μm.